# You Won’t See Me
«You Won’t See Me» (с англ. — «Ты меня не увидишь») — песня группы Битлз с альбома Rubber Soul, написанная Полом Маккартни. Песня была выпущена также на мини-альбоме Nowhere Man.

## Песня
Песня была написана Полом Маккартни (приписана, как это обычно делалось, Леннону и Маккартни) под впечатлением от кризиса в отношениях с его тогдашней подружкой Джейн Эшер. Несмотря на то, что песня написана в мажоре, её мелодика и текст ярко контрастируют с ранними, более светлыми любовными песнями Маккартни.
Песня была записана 11 ноября 1965 года в последнюю сессию работы над альбомом Rubber Soul. В течение той же сессии (которая продолжалась 13 часов) была записана также песня «Girl», а также дозаписаны отдельные партии для песен «Wait» и «I’m Looking Through You». Продолжительность песни — 3 минуты 22 секунды — стала тогдашним рекордом для Битлз и отразила тенденцию того времени (намеченную Бобом Диланом и другими авторами) к написанию более длинных песен.
За всё время существования Битлз эта песня никогда не звучала на концертах. Лишь в 2004 году Маккартни исполнил эту песню вживую во время одного из своих концертных туров.

## В записи участвовали
- Пол Маккартни — основной вокал, бас-гитара, фортепиано
- Джордж Харрисон — подголоски, соло-гитара
- Джон Леннон — подголоски
- Ринго Старр — ударные, бубен, хай-хэт
- Мэл Эванс — орган Хаммонда

## Кавер-версии
В 1973 году песня была перепета Брайаном Ферри для альбома These Foolish Things.
В следующем году песня была перепета Энн Мюррей; в её исполнении песня стала хитом, достигнув восьмой позиции в чарте US Pop Billboard charts и первой позиции — в чарте Adult Contemporary. Имеются сведения, что Джон Леннон назвал эту кавер-версию своей самой любимой перепевкой Битлз.

## Интересно
- Несмотря на то, что Мэл Эванс (один из технических помощников группы) указан, в том числе и на конверте пластинки, как исполнитель на органе Хаммонда, весь его вклад заключался в удержании одной-единственной клавиши в заключительном фрагменте песни[2][3].
- На второй секунде песни слышны негромкий, но явный кашель (как если бы вокалист «прочищал» горло перед вступлением) и причмокивание, которые вряд ли можно трактовать иначе, чем оплошность звукорежиссёра[4].
- По ходу исполнения песни её темп незначительно, но явственно замедляется со 119 до 113 ударов в минуту[4].